# Gabriel Lamé
Gabriel Léon Jean Baptiste Lamé, (Tours, 22. srpnja 1795. — Pariz, 1. svibnja 1870.), bio je francuski matematičar i inženjer.
Lamé je postao profesor na École polytechnique 1832. a kasnije i profesor vjerojatnosti na Sveučilištu u Parizu 1851. O osnovama elastičnosti napisao je poznato djelo: Leçons sur la théorie mathématique de l'élasticité des corps solides (1852). Super elipsa poznata i kao Lamé-krivulja nazvana je po Gabrielu Laméu. Sudjelovao je u izgradnji prve francuske željeznice. Njegovo ime nalazi se na popisu 72 znanstvenika ugraviranih na Eifellovom tornju.